# 閃乱カグラ NewWave
『閃乱カグラ NewWave』（せんらんかぐら ニューウェーブ）は、マーベラスより配信されているスマートフォンおよびフィーチャーフォン用ゲームアプリ。2012年11月28日にGREEにてサービス開始された後、翌年の2013年9月4日にMobage、2016年3月1日にMobcast、2016年11月8日にdゲームで順次配信された。2020年10月30日をもってサービスを終了。
基本プレイ料金無料（アイテム課金制）。リニューアル版である『閃乱カグラ NewWave Gバースト』についても本項で扱う。

## 概要
『閃乱カグラ』シリーズを題材とするオンラインカードゲーム。過去の閃乱カグラシリーズのキャラクターに加えて、本作からの新キャラクターが多数登場する。
忍を目指す50人以上の少女たちをスカウトして、アドベンチャーゲーム形式の任務に挑む。カード編成して他の忍軍団とバトルする事も可能。
2014年2月14日にメジャーアップデートを実施し、翌日の2月15日に『閃乱カグラ NewWave Gバースト』へリニューアルされた。なお、GバーストのGとは「Groupe・Groovy・Great」の頭文字を意味している。
新規に追加された「遠野天狗ノ忍衆」と「ゾディアック星導会」の計10名は、高木謙一郎が原案、八重樫南が原画を担当している。

## あらすじ
昔からこの国には忍という隠密集団が暗躍しており、現在でも忍が存在し続けていた。しかし今この国は重大な危機を迎えようとし、政府は訪れる危機に対抗する為に決定を下す。それは少女達による最強の忍軍団を育て上げる事であった。

## 登場人物
キャラクターのプロフィール欄は基本的に「学年、役職 / 誕生日 / 年齢 / 血液型 / 身長 / スリーサイズ B/W/H（バスト/ウエスト/ヒップ） / バストサイズのカップ数 / 利き手 / 趣味 / 好きな食べ物 / 戦闘スタイル / 口上 / お供の秘伝動物の名前 / 大まかな初登場した時期 / 声優を設定、公開した時期」の順番に記している。声があてられている場合には声優名も表記。

### 忍連合
読み「しのびれんごう」
政府が設立した国内の忍者全てを束ねる組織。忍本部を中心に善忍、悪忍、無所属を問わず国外の一部の忍も含む。忍少女たちの混成部隊の統率のために教官を指導役に呼ぶ。
特別教官
忍学生たちの指導者の立場にいる存在で、このゲームのプレイヤーの分身。面倒見がよく、忍学生達からは親しみを込めて「教官」と呼ばれ、慕われている。
年齢や性別などは長らく不明であったが、劇中の描写から恐らく男性であろうことは分かっており、忍学生達の訓練の為に様々な施設を貸切るなど、各方面にコネがある模様。彼女たちの露出度の高い衣装を見たいなどの破廉恥な面がある一方、初心な反応をすることもある。
善忍、悪忍の別け隔てない忍連合を束ねあげるべく合同訓練などで奔走している。鈴音が調査しても詳細な経歴が不明で、わりと怪しげな部分も多い。直接的な戦闘描写は無いが、零姫の瞳術が効かないなど相当の実力者であることが窺える。物語の最後には逃走した戦姫衆を追おうとするが、最終的には正式に忍コーチとして任命される。

### 国立半蔵学院
読み「こくりつはんぞうがくいん」/ 善忍の忍学科
口上「（正義の為に）舞い忍ぶ」「いざ尋常に勝負」/ 文句「いざ尋常に舞い散れ」
NewWaveのシリーズ作品では飛鳥たち5人以外にも忍学生が在籍している。
飛鳥（あすか）
声 - 原田ひとみ
2年生 / 9月8日 / 17歳 / A型 / 155cm / B90/W57/H85 / Fカップ / 右利き / 趣味：修行 / 好物：半蔵の作る太巻き / スタイル：小太刀二刀流での連続攻撃

斑鳩（いかるが）
声 - 今井麻美
3年生 / 7月7日 / 18歳 / A型 / 168cm / B93/W59/H90 / Gカップ / 右利き / 趣味：読書 / 好物：日本茶、懐石料理 / スタイル：直刀「飛燕」による抜刀術

葛城（かつらぎ）
声 - 小林ゆう
3年生 / 11月5日 / 17歳 / B型 / 165cm / B95/W57/H90 / Hカップ / 右利き / 趣味：セクハラ / 好物：ラーメン / スタイル：風を切り裂くほどの強烈な蹴技

柳生（やぎゅう）
声 - 水橋かおり
1年生 / 12月23日 / 15歳 / O型 / 158cm / B85/W60/H83 / Eカップ / 右利き / 趣味：寝ること / 好物：スルメ / スタイル：傘や墨弾による全距離戦闘

雲雀（ひばり）
声 - 井口裕香
1年生 / 2月18日 / 15歳 / B型 / 160cm / B80/W55/H73 / Eカップ / 右利き / 趣味：テレビゲーム / 好物：甘いお菓子全般 / スタイル：電撃を放つ「忍兎」と自己流の個性的な体術での格闘 / 兎の「忍兎」

大道寺（だいどうじ）
声 - 浅川悠
国立半蔵学院の3年生?で伝説の先輩 / 11月11日 / 25歳 / B型 / 170cm / B100/W58/H98 / Hカップ / 両利き / 趣味：正面突破 / 好物：肉 / スタイル：我流拳法 / 口上「真の忍の力を見せてやろう」「我が名は大道寺、強者を求める者なり」/ 2013年3月のイベントより参戦、カード化。

#### 新規メンバー
半蔵学院の非選抜メンバー（次期選抜候補生）で、飛鳥たちと一緒に修業に励む後輩達。飛鳥とともに古都へ任務に赴いた事もある。
風魔（ふうま）
1年生 / 3月6日 / 15歳 / B型 / 158cm / B85/W58/H82 / Eカップ / 左利き / 趣味：飛鳥 / 好物：細巻き / スタイル：鎖付き手裏剣による遠距離斬撃での戦闘術
風魔の名を受け継ぐ血筋の五代目「風魔小太郎」。サボりグセがあり、補習の常連だが、最近では訓練もしっかりとするように。空気が読めないという部分もあるが、ぬいぐるみ作りが得意という一面も持つ。飛鳥を慕っている。総司とはライバル関係。
土方（ひじかた）
1年生 / 6月17日 / 16歳 / A型 / 165cm / B90/W60/H88 / Fカップ / 右利き / 趣味：瞑想 / 好物：焼き鳥 / スタイル：大鉄槌（巨大ハンマー）による大振撃での一撃必倒を信条とする
半蔵学院の後輩勢で委員長を務めている。親族を既に亡くしており、仲間を想う気持ちは強い。斑鳩を慕っている。千歳とは過去に何かしらの因縁がある。
菖蒲（あやめ）
声 - 笹本菜津枝
1年生 / 5月8日 / 16歳 / A型 / 160cm / B82/W57/H75 / Eカップ / 右利き / 趣味：ランニングマラソン / 好物：にゅうめん / スタイル：手甲と足甲による格闘技でスピードを乗せた蹴り技主体で戦う
中学生時代に助けられたことがあり、セクハラされたいほどに葛城を慕っている。鴉から関西弁を習っていたこともある縁でA.R.C.Angelsの面々とは仲が良い。語尾に「ぁ、ぅ、ぉ」等と付け、少し伸ばす癖がある。素の自分を押し殺す生き方には否定的という一面もあり、意外と頼りがいがある。芭蕉とは戦姫衆の騒動絡みで縁がある。
後に『閃乱カグラ SV』に登場した際には、口調が関西弁に変更されたが、続編の『閃乱カグラ EV』に登場した際には、口調が標準語に戻された。
清明（せいめい）
1年生 / 4月5日 / 16歳 / O型 / 153cm / B83/W56/H80 / Eカップ / 右利き / 趣味：寝ること、ぼーっとすること / 好物：バナナ / スタイル：巨大ロケットランチャーによる一斉爆撃という派手な戦闘術
勘がよいところがあり、未来を感知する予知夢など、特殊な能力を持っている。戦姫衆との戦いではその能力で幾度か窮地を救っている。昼寝ポイントを探すのが得意。能力のことで芦屋に気にかけられている。
村正（むらまさ）
1年生 / 4月7日 / 年齢0歳 / 血液型D38-HX型 / 162cm / B70/W52/H68 / Aカップ / 右利き / 趣味：楽しい遊び / 好物：エタノール水溶液 / スタイル：巨大な手甲を振り回し力任せに叩きつける打撃、ロケット、バーニヤによる空中移動
道に捨てられていたところを雲雀に拾われた自称「猫耳型傀儡」（からくりロボット）。素体にはシノビニウムという素材が使われている。語尾に「ニャ」が付く。「さんぱい、サンパイ」（産廃?）という言葉が苦手。カラクリながらも正義感が強い。
高い技術能力を生かして、霞のBootとともに教官のサポート役もこなす。雲雀を慕っている。神姫には何かと狙われている。実は傀愚衆の関連組織が製作した試作機の一体で、まだ26もの秘密機能が備わっている。

### 秘立蛇女子学園（旧）
読み「ひりつへびじょしがくえん」/ 悪忍の忍学校
口上「（悪の定めに）舞い殉じる」「紅蓮の道を舞い進む」/ 文句「いざ紅蓮の如く舞い散れ」
焔たち5人は蛇女事件（2015年2月のイベント）終結後に学園を抜け、焔を筆頭にした抜忍集団となり肩書きも紅蓮隊名義に変更されている。教官と凛が助力してくれたため、本編（コンシューマー作品群）と違い、他の忍たちと合同訓練できるなど立場がよくなっている。

#### 焔紅蓮隊
読み「ほむらぐれんたい」
焔（ほむら）
声 - 喜多村英梨
2年生 / 1月3日 / 17歳 / B型 / 163cm / B87/W57/H85 / Eカップ / 右利き / 趣味：戦い / 好物：和食、肉 / スタイル：両手の6刀を操る「六爪」

詠（よみ）
声 - 茅野愛衣
2年生 / 2月10日 / 17歳 / B型 / 160cm / B95/W58/H90 / Hカップ / 両利き / 趣味：裁縫 / 好物：もやし / スタイル：大剣と重火器のコンビネーション

日影（ひかげ）
声 - 白石涼子
3年生 / 9月9日 / 17歳 / O型 / 160cm / B85/W57/H85 / Eカップ / 右利き / 趣味なし / 好物なし / スタイル：ナイフによる高速攻撃

未来（みらい）
声 - 後藤沙緒里
1年生 / 12月28日 / 15歳 / A型 / 150cm / B62/W48/H59 / Aカップ / 右利き / 趣味：インターネット / 好物：鍋物 / スタイル：傘とスカートに仕込んだ重火器での射撃

春花（はるか）
声 - 豊口めぐみ
3年生 / 7月20日 / 18歳 / AB型 / 169cm / B99/W55/H88 / Iカップ / 左利き / 趣味：人形作り / 好物：おしゃぶり昆布 / スタイル：傀儡や薬による特殊な戦術 / カスタム傀儡の「天邪君」

鈴音（すずね）
声 - 三森すずこ
秘立蛇女子学園の教師で選抜クラスの担任 / 9月30日 / 26歳 / A型 / 160cm / B97/W57/H90 / Hカップ / 両利き / 趣味：世界平和 / 好物：豆 / スタイル：大手裏剣を操る神速の連閃 / 口上「いざ超と呼ばれる忍たれ」「何事もノルマが終わってからが本番」/ 2013年6月のイベントより参戦、カード化。

凛（りん）
声 - 三森すずこ

#### 新規メンバー
蛇女子学園の非選抜メンバー （次期選抜候補生）で、焔たちと一緒に修業に励む後輩達。焔たちが蛇女を去ったあとも彼女達は学園に残る事を決める。
総司（そうじ）
声 - 井上麻里奈
1年生 / 4月19日 / 16歳 / A型 / 167cm / B90/W57/H85 / Fカップ / 右利き / 趣味：自分磨き / 好物：からし抜きホットドッグ / スタイル：大小の鎌の付いた鎖状鞭による斬撃
蛇女の後輩勢のリーダー格。悪忍の名家の出身でかなりの実力者だが、ナルシストで自信過剰なところもある。焔を一方的にライバル視している。風魔とはライバル関係。
千歳（ちとせ）
1年生 / 2月1日 / 15歳 / B型 / 160cm / B90/W57/H85 / Fカップ / 左利き / 趣味なし / 好物：ヨーグルト / スタイル：怨念入り邪弾を使用した大型火縄銃
貧民街の出身で、忍とは命を投げ打つ存在という考えを持つが、他の忍学生達と関わる内に心情に変化が出来、Milky Popの面々とも関わる仲になる。詠とは出身の貧民街が同郷。土方とは過去に何かしらの因縁がある。愛姫には何かと狙われている。
伊吹（いぶき）
声 - 鈴木絵理
1年生 / 5月30日 / 16歳 / A型 / 156cm / B84/W55/H80 / Eカップ / 右利き / 趣味：お散歩 / 好物：なめこおろし / スタイル：大型M字鋏をパワフルに使いこなす / 2017年5月16日のイベントにて声優が設定され、公開。
自称まともで普通を装っているが、隠された本心を持ち、興奮すると「わんわん、くぅ～ん、きゅ～ん」と言ったりもする。春花を慕っている。
芦屋（あしや）
1年生 / 1月14日 / 15歳 / O型 / 158cm / B92/W58/H90 / Gカップ / 右利き / 趣味：儀式 / 好物：生ハム / スタイル：巨大鉄輪を操り敵を討つ
自称、神の666番目の使徒を名乗っており、布教活動という勧誘を繰り返している。友達がほしいがうまくいっていない。能力のことで清明を気にかけている。一人称に我、二人称にお主を使ったり、「じゃ、ぞよ」など古めかしい言葉遣いをするが、一人でいるときには普通の口調で喋ることも。初期設定では本当に威厳のある女帝タイプだったという。
芭蕉（ばしょう）
声 - 藤田咲
1年生 / 9月17日 / 15歳 / O型 / 157cm / B83/W57/H80 / Eカップ / 右利き / 趣味：書道、俳句 / 好物：鉄板焼き全般 / スタイル：大型筆に隠した刀部分による刺撃と墨字忍法 / 2016年3月9日のボイスカードにて声優が設定され、公開。
墨字忍法を操る悪忍の家系の出身だが手心があり非情になりきれない性格。たまに口調が俳諧の「5・7・5」丁に喋ることもある。緊張すると話し方がおかしくなる。日影を慕っている。菖蒲とは戦姫衆の騒動絡みで縁がある。零姫には何かと狙われている。

### アイドルユニット「Milky Pop」
読み「ミルキーポップ」/ 善忍の忍グループ
口上「みんなの夢と舞い踊る」
2018年3月のイベントより新生ミルキーポップとして新忍転身衣装が追加された。
所属している事務所名は「プラチナクリエイト」。通っている所属高校は不明。所属事務所は彼女たちが忍という事実は知らない。メンバーそれぞれに自己紹介のアイドル口上があり、舞は「歌とダンスで元気をお届け！」、如水は「突っ走る皆のまとめ役。誰か私を労って？」、篝は「キミの行く先を照す心の道標」、珠姫は「みんなのハート。たまちゃんスマイルで狙い撃ち☆」、夕霧は「勇気を夕霧がリン♪とお届け。勇気が欲しかったら私を呼んでね！」という台詞である。
舞（まい）
2年生 / 10月31日 / 16歳 / B型 / 161cm / B85/W57/H85 / Eカップ / 左利き / 趣味：自主レッスン / 好物：イチゴ大福 / スタイル：マイクスタンド型の仕込み刀による斬撃攻撃
忍とアイドルの両立を目指して日々、レッスンに励んでいるMilky Popのリーダー。椿とはライバル兼友人。
如水（じょすい）
2年生 / 6月22日 / 17歳 / A型 / 155cm / B82/W55/H82 / Fカップ / 右利き / 趣味：編み物 / 好物：ソフトクリーム / スタイル：伸縮自在のリボンをしならせ敵を叩きつける
ミルキーポップの補佐担当で機転がきき、色々とメンバーのフォローをしている。司会が得意。忍になる前はスノボーの選手を目指していた。
篝（かがり）
2年生 / 4月6日 / 17歳 / A型 / 155cm / B88/W58/H82 / Gカップ / 左利き / 趣味：バイク / 好物：かつ丼 / スタイル：ナイフ型タンバリンを模した刃で切りつける近接戦闘
過去に舞と珠姫にスカウトされた。昔、番長をしていたという過去を持つ元不良で喧嘩っぱやい性格。身内を既に亡くしている。ミルキーポップではナンバーワンアイドル。アルバイトもしており今ではメイドマスターとも呼ばれている。初期設定には不良時代に忍学生に敗退して更生したという設定も。
珠姫（たまき）
1年生 / 1月27日 / 15歳 / B型 / 160cm / B82/W58/H82 / Dカップ / 右利き / 趣味：買い物 / 好物：アスパラガス / スタイル：オーラを纏わせたフラフープによる変幻自在の斬撃攻撃
過去に舞にスカウトされた。メンバーの中でプロ意識が高く、アイドル活動に励んでいる。実は十人家族で兄弟がたくさんいる。
夕霧（ゆうぎり）
3年生 / 10月1日 / 17歳 / O型 / 165cm / B90/W60/H82 / Gカップ / 右利き / 趣味：食べ歩き / 好物：生春巻き / スタイル：特技のバトンを用いた変幻自在な打撃攻撃の格闘術
育ちがよい奥手なお嬢様タイプ。橘とは幼なじみ。両親を4年前に亡くしている。過去の事件で橘とは距離を置かれていたが、二人で居る所を傀儡に襲われた事を切っ掛けに誤解が解ける。
マネージャー
ミルキーポップのマネージャーを務めている女性だが、彼女たちが忍という事実は知らない。

### ロックバンドユニット「A.R.C.Angels」
読み「アークエンジェル」/ 悪忍の忍グループ
口上「魂（ソウル）を響かせる」
2018年2月のイベントより新生A.R.C.Angelsとして新忍転身衣装が追加された。
所属している事務所名は「セイント・ビーナス」。通っている所属高校は不明。メンバーそれぞれがバンドポジションを担当しており、椿がボーカル、鴉がギター、右京がメロディ系ベース、左京がリズム系ベース（右京と左京は共にツインベース）、橘がドラムを務めている。なお、右京と左京は一卵性の双子である。
椿（つばき）
1年生 / 12月3日 / 15歳 / B型 / 164cm / B90/W60/H88 / Gカップ / 右利き / 趣味：カラオケ / 好物：チョコケーキ / スタイル：スピーカー型手甲による音撃格闘
忍、バンド、バイト、学校生活の忙しい日々を過ごしている、A.R.C.Angelsのリーダー。危ないアルバイトをしているらしいが、詳しい事は不明。実家は旅館で、若女将の手伝いもしている。舞とはライバル兼友人。
鴉（からす）
2年生 / 11月19日 / 16歳 / AB型 / 165cm / B84/W56/H84 / Eカップ / 右利き / 趣味：自転車 / 好物：プロテイン / スタイル：棘とマフラーが組み込まれた特製の超合金ギターでのぶっ叩きで敵をぶちのめす
関西弁で喋るムードメーカー。アークエンジェルのマネージャーや作曲も務め、宣伝活動などもしている。忍のレース大会を自転車で優勝する、自動車に自転車で追い付くなど体力自慢。菖蒲に関西弁を教えていたこともある。橘のことを「たっちゃん」と呼んでいる。
右京（うきょう）
2年生 / 6月9日 / 17歳 / A型 / 158cm / B83/W55/H82 / Dカップ / 右利き / 趣味：作詞 / 好物：チーズハンバーガー / スタイル：ベース状マシンガンの射撃
左京の姉。左京とともに貧民街に身を寄せていたこともある。事務所に入ってから二人とも楽器を始めた。普段は明るいが、転身するとクールになる。
左京（さきょう）
2年生 / 6月9日 / 17歳 / A型 / 158cm / B82/W55/H83 / Dカップ / 左利き / 趣味：作曲 / 好物：ハンバーガー / スタイル：ベース状ショットガンの近接射撃
右京の妹。右京とともに忍に拾われた孤児であった。忍学生になるときに二人とも髪にメッシュを入れた。普段はおとなしいが、転身するとワイルドになる。
橘（たちばな）
3年生 / 4月1日 / 17歳 / O型 / 167cm / B95/W60/H88 / Iカップ / 右利き / 趣味：プラモデル / 好物：オムライス / スタイル：電流を帯びた特殊ドラムスティックを用いた放電攻撃で敵を痺れさせる
父親がおもちゃ会社に勤めている影響でロボットの部類が好き。蘭丸のくまプーやロボットの村正にも興味がある。夕霧とは幼なじみ。過去の事件で夕霧とは距離を置いていたが、二人で居る所を傀儡に襲われた事を切っ掛けにわだかまりが無くなる。

### 市立咲芸大学附属高校
読み「しりつさきげいだいがくふぞくこうこう」/ 善忍の忍学科
口上「戦勝凱歌を奏でる」
音楽科が忍学科になっており、大気を操る忍が多い。昔からの名門校であるが現在は資金難である。メンバーそれぞれが得物の楽器があり、小鈴がクラリネット（縦笛系全般）、千代がトランペット、風雅が三味線、花音がパーカッション（バスドラ）、亞璃亞がパーカス（シンバル）を担当している。
小鈴（こすず）
2年生 / 10月22日 / 16歳 / B型 / 158cm / B88/W56/H84 / Fカップ / 右利き / 趣味：演奏 / 好物：ゴーヤチャンプルー / スタイル：頑丈な忍笛（巨大なクラリネット）で戦う。切り札は「忍奏法」と呼ばれる、縦笛の音色で地脈を操る「忍吹奏」の秘伝奏法
地脈の龍に関係する隠された力を持つ忍で、普通にこだわる性格。地脈の龍とは意思疎通が出来、龍の力によって地割れも引き起こせる。龍には感情があり、小鈴や他の忍達の事を守る意志も見せる。
千代（ちよ）
1年生/ 2月28日 / 15歳 / O型 / 156cm / B86/W58/H82 / Eカップ / 右利き / 趣味：イタズラ / 好物：ゆかりごはん / スタイル：トランペットを派手に振り回し、仕込んである吹き矢で仕留める
いたずらっ子なボクっ娘。女の子扱いされるのが少々苦手。
風雅（ふうが）
声 - 古川由利奈
3年生 / 1月21日 / 17歳 / A型 / 172cm / B99/W60/H90 / Hカップ / 右利き / 趣味：謎掛け / 好物：トマト / スタイル：かき鳴らす度に三味線の弦から火花が散る三味線演奏を利用した火炎放射 / 2018年5月14日のボイスカードにて声優が設定され、公開。
自身を「わちき」と呼んだり、語尾に「ありんす」を付けたり、廓詞で喋る実力派。雨と風を同時に引き起こし、嵐を発生させる事も出来る。教官のことは「センセ（先生）」と呼ぶ。初期設定は老人口調で怒りっぽいキャラだったという。
花音（かのん）
2年生 / 3月24日 / 16歳 / A型 / 160cm / B90/W55/H86 / Gカップ / 右利き / 趣味：日記 / 好物：ブルーチーズ / スタイル：太鼓型ハンマーによる強力な打撃、及び空気振動を起こしての間接攻撃
弱気な面を持つお団子髪の娘。本人は自覚が無く、気付いていないが、艶やかさはある。瞳の音符の紋様はもともとは無く、楽器に触れるようになってから浮かびあがったらしく、忍術や血統覚醒のものともいわれるが、今のところは変化を感じていない様子。
亞璃亞（ありあ）
3年生 / 11月4日 / 17歳 / B型 / 161cm / B87/W58/H83 / Eカップ / 右利き / 趣味：大道芸 / 好物：団子 / スタイル：曲芸のように巨大シンバルで敵を押し潰す
明るく元気で楽天家発想な娘。オカルトの類いが好き。武器のシンバルは、足場にして低空飛行することも出来る。

### 県立志野塚工業高校
読み「けんりつしのづかこうぎょうこうこう」/ 善忍の忍学科
口上「我が道を突き進む」
現代視覚文化研究部、通称「現視研」の同好会という名目で忍学科になっている。『デカ盛り 閃乱カグラ』に月閃の叢のエピソードにて彼女たちが一枚絵でゲスト出演している。
楓（かえで）
3年生 / 10月9日 / 17歳 / AB型 / 163cm / B92/W58/H85 / Gカップ / 右利き / 趣味：同人活動 / 好物：納豆 / スタイル：ショルダーに入った無数の忍具や文房具を凶器として投擲する
漫画オタクで漫画研究部にも所属し、部長も掛け持ちしている。BL物が好き。
飛彗（ひすい）
2年生 / 5月12日 / 17歳 / AB型 / 155cm / B88/W58/H85 / Fカップ / 左利き / 趣味：特撮 / 好物：スタミナ牛丼カレー / スタイル：特注の発光忍者刀（ライトセイバー）による打撃で正々堂々戦う
特撮オタクでヒーロー物コスプレが好きなオレっ娘。半蔵学院の斑鳩や紅蓮隊の詠とショーを一緒にすることも。語尾に「ッス」を付けて喋る。教官のことは「司令官」と呼ぶ。
霞（かすみ）
3年生 / 9月20日 / 17歳 / AB型 / 162cm / B85/W58/H82 / Eカップ / 利き不明 / 趣味：インターネット / 好物：栄養食品 / スタイル：PCから電子の塊「式神」のBootを召喚して操り戦わせる間接攻撃
ゲームオタク（PCオタク）で戦闘は不得意で情報系を専門にしている。顔文字で会話するなど口言葉であまり話そうとしない。楓いわく、大人しくて可愛い子らしい。忍術と電子技術を併用した術を使える。
ちなみに式神のBootは物語が進行していくにつれ他の忍とも会話できるようになる。口調や人格は基本的に丁寧で、Boot自身に意思があるのかは不明だが、霞や他の忍に気を遣う描写もある。村正とも連携して忍連合をサポートする。
元親（もとちか）
2年生 / 4月26日 / 17歳 / AB型 / 160cm / B90/W58/H86 / Gカップ / 右利き / 趣味：電車 / 好物：コーンポタージュ / スタイル：忍術で召喚するミニ電車で一緒に遊ぶように楽しく戦う
鉄道オタク（主に乗り鉄）な娘。志野塚のメンバーの中では社交的で活発。ミニ電車のキハが秘伝動物らしい。
蔵人（くろうど）
1年生 / 7月13日 / 16歳 / AB型 / 158cm / B87/W55/H82 / Fカップ / 右利き / 趣味：サバゲー / 好物：わたがし / スタイル：毒ガスとナイフを使って戦うミリタリー趣味を生かした戦闘スタイル
ミリタリーオタクで様々なガスを扱う。普段からガスマスクをしており、文末に「シュー、シュコー（これらが原型で他にもバリエーション多し）」という効果音が付く。教官のことは「教官殿」と呼ぶ。綺麗好きで気が利き、相当数のガスマスクをコレクションしている一面も。転身時には髪のハネのボリュームが増える。
森口
工業高校に在籍する一般女生徒。飛彗には「もっさん」という通称で呼ばれている。同好会が全員忍ということは知らない。

### 私立舞扇大学附属高校
読み「しりつまいせんだいがくふぞくこうこう」/ 善忍の忍学科
口上「世界に舞い羽ばたく」
留学クラスが忍学科になっており、所属している全員が外国人と日本人とのハーフ又はクォーター。
燕（つばめ）
3年生 / 12月16日 / 17歳 / 血液型不明 / 156cm / B84/W58/H86 / Fカップ / 右利き / 趣味：かわいい物集め / 好物：ポテトチップス（イクラ味） / スタイル：ブレードを使った二刀流
父親がロシア人、母親が日本人のハーフ。祀に言葉を教えたり、吉光に助言をしたり、などの仲間思い。一日でバイク免許を取得する優秀な一面もある。
揚羽（あげは）
2年生 / 4月25日 / 17歳 / O型 / 172cm / B98/W64/H95 / Iカップ / 右利き / 趣味：ダンス / 好物：どらやき / スタイル：薔薇型クナイで華麗に撃ち抜く。太股に収納しているクナイは使用するときに花弁が開く仕組み
父親が日本人、母親がスペイン人のハーフ。情熱的で大人な娘でダンス（特にフラメンコ）が好き。
吉光（よしみつ）
2年生 / 1月19日 / 16歳 / O型 / 170cm / B95/W62/H92 / Gカップ / 右利き / 趣味：茶道 / 好物：ワサビ巻き（なみだ巻き） / スタイル：電気を帯びたボンボンを使った攻撃
父親がアメリカ（USA）人、母親が日本人のハーフ。教官のことは「師範」と呼ぶ。師匠と呼ぶ日本の忍に指導してもらったことがある。日本語と英語が混ざった話し方をし「拙者、ござる」など古臭い言い回しをする。
祀（まつり）
1年生 / 7月19日 / 16歳 / O型 / 160cm / B82/W55/H82 / Eカップ / 左利き / 趣味：日本語の勉強 / 好物：焼き芋 / スタイル：トマホークによる斬撃、打撃
忍であった祖母が日本人のクォーター（日系三世）のネイティブ・アメリカン。お供の秘伝動物かつ首飾りのコヨーテの名前は「シュンマカ（シュンカマニトゥ）」。日本語はまだ勉強中で苦手なので片言で話す。
美苺（めいめい）
声 - 森島亜梨紗
2年生 / 10月14日 / 16歳 / O型 / 168cm / B85/W60/H86 / Eカップ / 右利き / 趣味：饅頭作り / 好物：あんまん / スタイル：肉まん型爆弾の投擲 / 2018年5月14日のボイスカードにて声優が設定され、公開。
父親が日本人、母親が中国人のハーフ。語尾に中国訛りがある。日本には父親と妹を探す目的で来ている。舞扇のメンバーの中では実力が高い模様。

### 都立薄桜女学院
読み「とりつはくおうじょがくいん」/ 善忍の忍学科
口上「風紀の乱れを正す」
現段階での登場メンバーは全員、風紀委員会という忍学科に属しており、胡蝶・千早・神咲は昔から付き合いが長い。この三人は学院で「風紀三皇女」と呼ばれる。女学院の中では千早が「桜女の君（おうじょ-きみ）」、神咲が「桜花の君（おうか-きみ）」という通称で呼ばれている。風紀委員会は女学院の護衛や地域の防犯も兼ねている。他には薄桜に通う生徒は茶道、華道、書道、弓道、香道などを嗜む学生が多い。
胡蝶（こちょう）
3年生 / 3月21日 / 17歳 / B型 / 167cm / B95/W60/H90 / Gカップ / 右利き / 趣味：取り締まり / 好物：ウイスキーボンボン / スタイル：蛇を具現化した愛の鞭による攻撃
生徒から人望の厚い才色兼備の努力家。転身時のマントには「絶対風紀」の文字が描かれている。
忍連合でも代表のポジションらしく、傀愚衆が活動を始めた頃を切っ掛けに、遠野天狗ノ忍衆とゾディアック星導会に向けて協力要請した。
千早（ちはや）
3年生 / 11月30日 / 17歳 / A型 / 164cm / B90/W58/H88 / Fカップ / 右利き / 趣味：工芸（硝子細工） / 好物：ようかん / スタイル：忍法で超硬化させた飴細工を変幻自在に操る。飴細工は攻撃だけでなく盾のように身を守ることも出来る
胡蝶の右腕の風紀委員で薄桜の参謀補佐役。物腰がやわらかく、京都弁で喋る。教官のことは「教官はん」と呼ぶ。
神咲（かんざき）
2年生 / 5月17日 / 17歳 / A型 / 170cm / B88/W57/H86 / Gカップ / 右利き / 趣味：見廻り / 好物：シュークリーム / スタイル：両手持ちの直刀による正統派な直突剣術に瞳が赤く光る瞳術を織り交ぜたもの
胡蝶を尊敬する典型的風紀委員。貧民街出身の過去を持つ。男勝りな気質のため、ラブレターを貰うほど女子からの人気は高い。
如月（きさらぎ）
3年生 / 2月25日 / 17歳 / A型 / 164cm / B88/W62/H86 / Hカップ / 右利き / 趣味なし / 好物：アイスキャンディー / スタイル：兜割り二刀を用いた捕縛術
風紀委員会にはある目的で所属している。実は毒舌な一面も。初期設定では休日にジャージを着ている天然ゆるキャラだったという。
蘭丸（らんまる）
1年生 / 3月30日 / 15歳 / B型 / 148cm / B80/W54/H78 / Bカップ / 右利き / 趣味：ぬいぐるみ集め / 好物：グミ / スタイル：発明家の父が作ってくれた熊のぬいぐるみ型執事ロボ「くまプー」の遠隔操作で操っての戦闘が主体
ワガママでサボりグセがある。淑女の嗜みは一通り習っており得意とする。戦闘時には両手に傀儡（父親が製作してくれた「くまプー」）を操る電波装置を装着する。父親は世界的な発明家で、展覧会に他の忍を招待して蘭丸が案内した事もある。
生徒「桂の君」
女学院に在籍する一般女生徒。風紀委員会が全員忍であることは知らない。

### 死塾月閃女学館
読み「しじゅくげっせんじょがっかん」/ 善忍の忍学校
口上「鎮魂の夢に沈む」「月の正義を舞い称える」/ 文句「いざ鎮魂の夢に舞い散れ」
2013年5月のイベントより参戦、カード化された。
VS（バーサス）シリーズとは違い、悪忍たちとはそれほど対立的ではない。
雪泉（ゆみ）
声 - 原由実
3年生 / 12月31日 / 18歳 / A型 / 167cm / B92/W56/H84 / Gカップ / 右利き / 趣味：書道 / 好物：かき氷（あずき）/ スタイル：舞うような動きから放つ氷の忍法

叢（むらくも）
声 - 金元寿子
3年生 / 10月8日 / 18歳 / B型 / 172cm / B96/W58/H85 / Hカップ / 両利き / 趣味：漫画を描くこと / 好物：餅 / スタイル：巨大包丁と槍による重い一撃 / 狼たちの名はそれぞれ「小太郎・影狼・大五郎」

夜桜（よざくら）
声 - 石原夏織
2年生 / 4月5日 / 16歳 / O型 / 159cm / B90/W53/H82 / Hカップ / 右利き / 趣味：掃除 / 好物：お煎餅 / スタイル：サイズの変化する手甲を武器にした打撃

四季（しき）
声 - 山本彩乃
1年生 / 3月25日 / 15歳 / AB型 / 161cm / B95/W54/H83 / Iカップ / 右利き / 趣味：深夜徘徊 / 好物：トマトジュース / スタイル：ド派手に回転させながら振り回す円盤型の大鎌での乱れ切り攻撃
実はルーマニア人とのハーフ。
美野里（みのり）
声 - 五十嵐裕美
1年生 / 2月14日 / 15歳 / AB型 / 144cm / B86/W50/H75 / Gカップ / 右利き / 趣味：お昼寝 / 好物：イチゴのショートケーキ / スタイル：バケツとフライパンを使ったトリッキーな攻撃

### 秘立蛇女子学園（新）
読み「ひりつへびじょしがくえん」/ 悪忍の忍学校
口上「悪の誇りを舞い掲げる」/ 文句「いざ禍炎の魂に舞い散れ」
2013年6月のイベントより参戦、カード化された。
蛇女事件（2015年2月のイベント）が起きるまでは焔たちが選抜メンバーであり、彼女たちは非選抜メンバーとして所属していた。事件後も紅蓮隊には追っ手を差し向けてはいない。
雅緋（みやび）
声 - 平田宏美
3年生 / 8月15日 / 21歳 / B型 / 169cm / B90/W56/H87 / Gカップ / 両利き / 趣味：お風呂 / 好物：親子丼 / スタイル：剣と黒炎による斬撃

紫（むらさき）
声 - 矢作紗友里
2年生 / 10月26日 / 16歳 / A型 / 161cm / B105/W59/H88 / Kカップ / 右利き / 趣味：くまのぬいぐるみ「べべたん」で遊ぶ / 好物：具なしおにぎり / スタイル：髪で操る巨大手裏剣での斬撃

忌夢（いむ）
声 - 斎藤千和
3年生 / 6月9日 / 21歳 / AB型 / 157cm / B88/W60/H82 / Eカップ / 右利き / 趣味：勉強 / 好物：おいなりさん / スタイル：長さ、太さを自由に変形可能な如意棒を操る打撃

両備（りょうび）
声 - 日笠陽子
1年生 / 1月19日 / 16歳 / O型 / 160cm / B69、B95/W56/H90 / AAA、Iカップ / 右利き / 趣味：なんでも狙撃 / 好物：棒付きアメ / スタイル：長いスナイパーライフルでの遠距離狙撃と打撃

両奈（りょうな）
声 - MAKO
1年生 / 1月19日 / 16歳 / O型 / 160cm / B98/W56/H88 / Iカップ /右利き / 趣味：買い物 / 好物：ちくわ / スタイル：フィギュアスケートで踊るように撃つ両手の銃での乱射

道元
戦姫衆と共謀して蛇女事件を起こし、妖魔を復活させようとした。

### 遠野天狗ノ忍衆
読み「とおのてんぐ-しのびしゅう」/ 善忍の忍集団
口上「遠野の深山に舞い潜む」
2014年2月15日のイベントより参戦、カード化された。
現役を退いた忍たちが住む「遠野の里」に建てられた自然との調和を理念とする学校であり、忍の隠れ里を守護している忍たち。閉鎖的な里で外界との交流が少なく、あまり里の外へは出ない。妖魔に対してはそれほど敵対的な考えは持たない里でもある。深里と九魅と那智の三人は幼なじみ。
夕焼（ゆうやき）
声 - 立花理香
2年生 / 9月29日 / 16歳 / O型 / 164cm / B90/W57/H90 / Fカップ / 両利き / 趣味：キラキラしたものを集める / 好物：発酵食品 / スタイル：太刀二刀流による斬撃
責任感が強い遠野のリーダー。普段は温厚な性格だが、抜き身の武器を手にすると性格が豹変し好戦的になる一面も。しかし無手状態での組み手は苦手な様子。山の中では俊敏、水が苦手。本人曰く、自身の中に自分とは別の何かがいる感覚があるという。いつもそばにいる動物の烏とは友達。牛丸とは幼なじみで「ウーちゃん」と呼んでいる。自身の中に居る何かは仲間意識を見せる事もある。
深里（みさと）
3年生 / 2月5日 / 17歳 / A型 / 161cm / B86/W55/H84 / Eカップ / 左利き / 趣味：陶芸 / 好物：たぬきそば / スタイル：葉扇子を振り天候を操る / 狸の「ぽんたろう」
自称「遠野の軍師」で知的でクールに振る舞っているが、素が感情豊かな性格のためにあまり成功していない。九魅のことを「バカ九魅」と呼んだりもする。
九魅（くみ）
3年生 / 2月4日 / 17歳 / B型 / 166cm / B87/W60/H87 / Eカップ / 右利き / 趣味：古今東西の武器集め / 好物：きつねうどん / スタイル：九つの尻尾を使い様々な武器を操る
自由奔放で攻撃的な問題児だが、弱い者や頼る者を見捨てられなく、文句を言いながら世話を焼く姉御肌な性格。倒した相手から武器を奪ってコレクションしている一面も。深里のことを「アホ深里」と呼んだりも。他のメンバーと違って街には何度か出掛けている。教官のことは「先公」と呼ぶ。
牛丸（うしまる）
2年生 / 10月15日 / 16歳 / A型 / 158cm / B99/W62/H90 / Iカップ / 右利き / 趣味：昼寝 / 好物：自家製ミルク / スタイル：鞭を使った四方八方からの強烈な鞭打 / 牛の「牛若丸」
真面目で努力家だが、何をするにもゆったりマイペースな性格。語尾に「ぁ～、ぅ～、ぉ～」等と付け、伸ばす癖がある。美味しいと評判の「牛丸印」（乳製品）の牛乳（120円）を販売している。夕焼とは幼なじみで「ユーちゃん」と呼んでいる。
那智（なち）
3年生 / 6月8日 / 18歳 / B型 / 169cm / B94/W62/H92 / Gカップ / 右利き / 趣味：釣り / 好物：価格的に高いモノ / スタイル：釣り針に取り付けた「何か」を叩きつける
遠野の里の地主の家系の者で現在の主人。いつも笑顔だが表情には出さない分、何を考えているか掴み辛い性格。何か腹に一物を抱えている。お金が好きで札束を持ち歩いており、何でもお金で解決しようとする一面がある。忍の上層部と連絡して教官たちに協力を求めた。先代の父親をすでに亡くしている。

### ゾディアック星導会
読み「-せいどうかい」/ 悪忍の忍集団
口上「星の導きに従う」
2014年2月15日のイベントより参戦、カード化された。
都会にある最新施設が整った「基立星十字学院（きりつせいじゅうじがくいん）」というカトリック系学校であり、学校に存在する組織（生徒会）が忍学科になっている実力主義の集団。メンバーそれぞれに星座のモチーフがあり、麗王が獅子座、銀嶺が乙女座、黒母衣が蠍座、朱璃が双子座、藍夢が射手座を模している。麗王のお屋敷では妖魔や忍等の研究を行っていたと思われる施設や跡が存在し、怪しげな一面も持つ。麗王と豹姫の姉妹と銀嶺は幼なじみ。
麗王（れお）
声 - 斎賀みつき
2年生 / 7月23日 / 17歳 / AB型 / 169cm / B89/W58/H89 / Fカップ / 右利き / 趣味：アフタヌーンティー / 好物：マンゴスチン / スタイル：レーザーブレードによる神速の一閃
星導会をまとめるセレブの令嬢で、実家は世界一のお金持ち。常に冷静沈着で高い統率力を持ち、優雅さと礼節を重んじる。会社経営の面でも手腕発揮している。強者を自分のものしようとするクセがある。寝ることが好き。豹姫は妹である。両親をすでに亡くしている。
銀嶺（ぎんれい）
2年生 / 9月8日 / 16歳 / A型 / 162cm / B86/W56/H85 / Eカップ / 左利き / 趣味：料理 / 好物：マカロニ / スタイル：長大かつ重厚なドリルランスを自在に操って突撃
麗王の一族を守護する（ボディーガード）一族の者で指南役でもあり、忠誠心と戦闘力が自慢の右腕的存在。主人の麗王からは「ギン」という通称で呼ばれ親しまれている。ドリル状の物などの螺旋状の造形物（胡蝶の髪型も好きらしい）と麗王をこよなく愛しており、たまに目的を見失って暴走することも。星導会のメンバーの中では実力が高い。朱璃に「銀ちゃん」と呼ばれている。両親をすでに亡くしている。
黒母衣（くろほろ）
3年生 / 11月21日 / 17歳 / O型 / 170cm / B93/W61/H90 / Gカップ / 右利き / 趣味：占星術による占い / 好物：あんこ / スタイル：ぶかぶかの長い袖に隠した大小様々な凶器による暗器術。ただし、その凶器全てに毒が仕込まれている
占星術による心理分析を得意とする。人を掌の上で転がすことを好む計算高い毒舌家だが、想定外の事態には対処しにくい。実は元々、戦姫衆に雇われていた忍であり、星導会にスパイ潜入していたが、星導会のメンバーに仲間意識を抱き、裏切る事になる。その後は零姫の瞳術に対抗できるコンタクトレンズも開発する。
言葉の表裏が激しく、本心とは異なる感情表現をするため誤解されがちだが、他の忍連合の面々や神姫と零姫を除く戦姫衆にも多少の仲間意識はある。
朱璃（しゅり）
2年生 / 5月25日 / 17歳 / O型 / 155cm / B88/W57/H86 / Fカップ / 右利き / 趣味：読書 / 好物：ソーセージ / スタイル：仕込み刃の特殊ヨーヨーによる遠隔斬撃
あまり目立たない真面目で物静かな性格だが、思い込みが激しく手段を選ばない一面も持つボクっ娘。魔法少女に憧れており、西洋魔術や錬金術の知識に造詣が深く、独自に調べている。そのことが縁で麗王に忍として誘われた過去を持つ。
藍夢（あいむ）
1年生 / 11月25日 / 15歳 / B型 / 148cm / B84/W54/H83 / Eカップ / 右利き / 趣味：スイーツ店めぐり / 好物：チョコパイ / スタイル：左腕に装備している大型ボウガンによる遠距離射撃。このボウガンは矢を一度に16本も装填出来る
無邪気かつ好奇心旺盛な、お子様な性格。他のメンバーから溺愛されており、わがまま放題に過ごす。他のメンバーの事は○○ネェと呼ぶ。前世が堕天使の一人と信じており、将来の夢は神になることらしい。朱璃に「藍ちゃん」と呼ばれている。麗王に助けられた過去を持つ。

### カグラ千年祭執行部
読み「-せんねんさいしっこうぶ」
口上「盛夏の宴に舞い散る」/ 文句「いざ盛夏の宴に舞い散れ」
2015年7月のイベントより参戦、カード化された。（ジャスミンを除く）
千年祭儀式の予行最中に、NewWaveの世界とよく似た別の世界から迷い来てしまい、それからは小百合の命で残ることになる。
ジャスミン
声 - 田中理恵
カグラ千年祭の祭司 / 1月1日 / 81歳 / B型 / 174cm / B90/W53/H91 / Gカップ / 右利き / 趣味：旅行、ファッション / 好物：スキヤキ / スタイル：キセルとそこから発生する煙で敵を翻弄する / 文句「咲き誇る花のように」/ 仔象の「半象」 / 2016年12月のイベントより参戦、カード化。

小百合（さゆり）
声 - 鈴木れい子
155cm / B75/W60/H69 / Bカップ / 好物：大福 / 2015年7月のイベントより登場
飛鳥の祖母。
両姫（りょうき）
声 - 井上喜久子
カグラ千年祭の補佐 / 誕生日不明（命日7月26日） / 年齢不明（享年17歳） / 血液型なし / 171cm / B94/W55/H89 / Hカップ / 両利き / 趣味：妹 / 好物：ナス、きゅうり / スタイル：ショットガンや盾からのミサイルなどの大火力で圧倒 / 口上「正義の名の下に全ての悪に鉄槌を」
両備と両奈の姉。

#### 巫神楽三姉妹
読み「みかぐらさんしまい」
蓮華（れんか）
声 - 津田美波
カグラ千年祭の巫女（長子）/ 7月20日 / 18歳 / A型 / 168cm / B93/W58/H82 / Gカップ / 右利き / 趣味：和太鼓、麺打ち / 好物：辛い物全般 / スタイル：和太鼓とバチを武器とし、雷を操る忍法で豪快に戦う / 口上「罷り通る」

華毘（はなび）
声 - 徳井青空
カグラ千年祭の巫女（次子）/ 10月10日 / 17歳 / O型 / 163cm / B96/W57/H84 / Hカップ / 右利き / 趣味：巨大花火制作 / 好物：そうめん / スタイル：巨大なハンマーと花火を操る忍法で戦う

華風流（かふる）
声 - 井澤詩織
カグラ千年祭の巫女（末子）/ 5月5日 / 16歳 / B型 / 152cm / B73/W52/H60 / Cカップ / 右利き / 趣味：勉強 / 好物：チューチューアイス / スタイル：両手持ちの水鉄砲＆ショットガン風水鉄砲などの水攻撃 / イルカの「ルカ」

### 無所属
文句「いざ百鬼夜行と舞い忍ばん」「いざ閃光の先へ勝負」
2015年9月のイベントに登場し、翌月の10月より参戦、カード化された。
2真紅（コンシューマー作品）とは違い、忍学生たちとは初めの状態からそれほど敵対していない。古都で保護されたあとは、教官とともに忍学生たちと交流修行をしている。
神楽（かぐら）
声 - 松岡由貴
全ての妖魔を滅せし者 / 誕生日不明（9月22日?） / 年齢不明（生後100日?） / 血液型AB型 / 173cm / B95/W55/H87 / Iカップ / 右利き / 趣味不明 / 好物不明 / スタイル：爪で空間を引き裂く、手のひらで空間を閉じる / 口上「我が名は神楽、終焉を刻む者」「妖魔を滅する」

#### 護神の民
読み「ごしん-たみ」
文句「いざ恒常の輪廻に環せよ」「いざ真紅の道に舞い散れ」
奈楽（ならく）
声 - 甲斐田裕子
転生の珠を守る者 / 7月15日 / 15歳 / O型 / 151cm / B91/W56/H82 / Gカップ / 右利き / 趣味なし / 好物：イチゴ / スタイル：自在に大きさを変えることが出来る両足の鉄球を操る / 口上「神楽様の為に」「神楽様」

### 巫神楽
読み「みかぐら」
『閃乱カグラ PEACH BEACH SPLASH』でのグループ分けで蓮華、華毘、華風流、神楽、奈楽の5人で構成される。

### レジェンド

#### 大会運営委員
巫神楽と同じく『閃乱カグラ PBS』でのグループ分けで大道寺、鈴音（凛）、ジャスミン（小百合）、両姫の4人で構成される。『閃乱カグラ NEW LINK』では「大会運営委員」と呼ばれる。

### シノビマスターズ
2019年8月よりゲストとして参戦、カード化された。（雪不帰を除く）
月光（げっこう）
声 - 小原莉子
死塾月閃女学館の中等部2年生 / 9月15日 / 14歳 / B型 / 152cm / B86/W58/H80 / 趣味：人形作り、着せ替え / 好物：ちまき
閃光の義妹。
閃光（せんこう）
声 - 藤田茜
死塾月閃女学館の中等部2年生 / 8月2日 / 14歳 / O型 / 150cm / B82/W55/H78 / 趣味：戦い / 好物：チョコレート
月光の義姉。

#### ？？？
雪不帰（ふぶき）
声 - 阿澄佳奈
シノビマスターズの大会主催者 / 2月2日 / 年齢不明 / 血液型AB型 / 170cm / B95/W68/H88 / 趣味：人間観察 / 好物：白飯
黒影の孫娘。

### 戦姫衆
読み「せんきしゅう」
2016年12月のイベントより参戦、カード化された。
忍連合に敵対している謎の組織。メンバー一人でも忍学生たちを圧倒できる程の実力がある。活動内容は主に隠蔽、工作、潜入、諜報、操作など。自前の傀儡や人造の妖魔も戦力とする。
豹姫（ひょうき）
9月6日 / 14歳 / AB型 / 145cm / B89/W56/H85 / Fカップ / 右利き / 趣味：姉 / 好物：高級そうなもの / スタイル：レーザーブレードによる一閃 / 2015年8月のイベントより登場
他のメンバーには「姫」と呼ばれている。麗王は姉である。その麗王には執心的になるなどシスコン的な一面もある。父親に厳しく訓練されていた忍時代には悪忍として活動していた。しかし両親とは洗脳などで確執があり、後に手を掛けてしまい、麗王と銀嶺たちと決別する切っ掛けになってしまう。
両親が存命時に零姫に助けられたようだが当時の記憶は曖昧になっている。両親の側近者や一族の頭領、銀嶺の一族も手に掛けたと思っていたが、実は催眠暗示をかけられており、零姫自身が始末していた。
神姫（みき）
2月4日 / 20歳 / O型 / 170cm / B94/W52/H89 / Gカップ / 右利き / 趣味：傀儡 / 好物：いわし / スタイル：電磁波を操って複数の傀儡を操る特殊な戦術 / 2013年1月のイベントより登場
口利きがきき、傀愚衆にパイプを持っていたり、神楽や奈楽などの忍学生たちの情報に幾つか勘づいているなど、底知れない一面を持つ。普段はモデルの仕事をしており、ファンクラブがあるほど。村正と蘭丸のくまプーに興味を持つ。
実は傀愚衆の前身組織に在籍していた研究者で悪忍。関連組織が製作した村正が世間に明るみに出るのを恐れた為、事件を問い詰めた夕霧の父親を手に掛け、その件を橘の父親になすりつけた真犯人。身体能力が優れているだけでなく、傀儡の術やアンテナ角での電波技術も持ち合わせている。未完成ではあるが村正の模造体の最終傀儡4体も製作した。
零姫（れき）
誕生日不明（9月生まれ?） / 18歳 / A型 / 162cm / B95/W56/H88 / Hカップ / 右利き / 趣味：ヒ・ミ・ツ♪（不明） / 好物：ナ・イ・ショ♪（不明） / スタイル：人間を洗脳する「瞳術」を使った精神攻撃 / 2013年5月のイベントより登場
戦姫衆では補佐役が多く、忍だけでなく一般人も操り、戦姫衆をサポートしている。能力のある愉姫を誘い、豹姫とともに戦姫衆を立ち上げた中心人物。忍と妖魔に対して敵意を持つが、一般の人間に対してはそれほど敵意は無い。
雲雀の華眼により明らかになった実の正体は昔に忍と融合した妖魔であった。彼女は妖魔でありながらも過去に人間に敵対する妖魔に愛想を尽かし、忍達とともに妖魔と戦っていたが途中で忍達に裏切られてしまう。最期まで仲間でいてくれた一人の忍（麗王と豹姫の一族の者）から肉体を譲り受けて何とか生き残り、忍界への復讐を誓う。
忍に敵対心を持つ忍に同情心を感じるのは先述の事情もあり、愉姫や豹姫を仲間に戦姫衆を設立する。忍へ敵対感を持っていた頃の黒影にも接近をはかろうと考えていた。同様な思想の傀愚衆と組み、幾度となく忍連合と相対してきたが、底力を見せてきた飛鳥に将来性を見据え、組織としての活動を一旦休止する。
愛姫（まき）
6月12日 / 16歳 / A型 / 157cm / B97/W59/H90 / Iカップ / 右利き / 趣味：花占い / 好物：チョコレートケーキ / スタイル：膨大な負の感情を他人に叩きつけ戦う / 2013年2月のイベントより登場
おとなしい性格で口数が少ない。とても嫉妬しやすく、ハロウィン、クリスマス、バレンタイン、ブライダルなどパーティーやイベント事が嫌い。初期は台詞が無かった。神姫と会う前には凄惨な環境に身を置いており、紫と忌夢の言による通りで、傀愚衆の実験で彼女の人間離れした能力は人工的な禍恨の能力を植え付けられたもののため。14体いた禍根改造人間の3号で唯一の生存者で、当時の関連研究員であった神姫が引き取った。
愉姫（ゆき）
8月21日 / 15歳 / B型 / 153cm / B88/W54/H85 / Eカップ / 右利き / 趣味：携帯ゲーム / 好物：アメ / スタイル：巨大な携帯ストラップを鎖鉄球のように振り回す打撃 / 2013年4月のイベントより登場
普段は人当たりがよいが、実は猫を被っており本性は口調が悪い。本人曰く、戦闘よりも潜入や諜報活動を得意としている。アイドルや芸能活動事はあまり好きではない。零姫に誘われて戦姫衆に加入した。教官の忍学生たちに対して正体を隠していたときは「悠紀（ゆき）」と名乗っていた。
過去に戦姫衆に入る前は善忍の忍学生であったが、組織内では理不尽に扱われ、更に任務中に妖魔に出くわしてしまい部隊で唯一生存したが、不条理にも責任を負わされる形で辞めさせられてしまった。そのため零姫に会うまでは忍学校を離れて一般人として過ごしていた。

### 傀愚衆
読み「くぐしゅう」
戦姫衆にとっての傀儡の仕入れ先だが、前身的な組織時代には傀儡の技術だけでなく、一般の人間に禍根の能力を覚醒させる研究もしていた。4年前にも忍界に関わる事件を起こしている。イベント初期には忍学生たちを模した傀儡が戦姫衆との戦闘時に敵として出現したこともある。神姫が首領に就任してからは、シノビニウムZという材質を使った新型傀儡も研究開発している。
研究員
半蔵学院の村正を傀愚衆から脱出させたと思われる女性研究員だが、以降も現在の消息は不明とされている。実は村正の製作開発者で、神姫をはじめとした傀愚衆や他組織に悪用されない為に、村正の設計図を破棄して村正自身も逃した。

### 所属不明
幻影の少女 (仮称)
2013年5月のイベントに登場したが、人物の詳細は不明。月閃の美野里が目撃した謎の女性キャラ。片言で話すなど不明な点が多い。

### その他
ひろこ
金髪ロングの少女。
れいか
赤髪ツインテールの少女。
まゆみ
茶髪ショートの少女。
2013年5月のイベントより登場
初登場時に戦姫衆の零姫に操られていた不良たちだが、洗脳が解けたあとは忍学生たちと交流するなど何かと関わる事が多い。各々の詳しい経歴は不明。
スリの白浪
半蔵学院の飛鳥の財布を二回も盗んだ盗賊娘。

## 関連商品

### 書籍
閃乱カグラ NewWave 公式ビジュアルコレクション
2013年9月28日発売。NewWaveのゲーム内容の説明やキャラの紹介、カードイラストの紹介等を掲載したビジュアルブック。発売元はアスキー・メディアワークス。
閃乱カグラシリーズ 公式イラスト集 -少女達の軌跡-
2014年3月28日発売。NewWaveシリーズだけでなく『閃乱カグラ』シリーズのイラスト集でゲーム内のCG、各種グッズ、書籍等に使われた画像を掲載したイラストブック。発売元はKADOKAWA / エンターブレイン。
閃乱カグラ NewWave Gバースト 公式ビジュアルコレクション
VOL.1:「半蔵/蛇女/千年祭執行部/無所属/遠野/舞扇/戦姫衆」を主に収録。
VOL.2:「月閃/紅蓮隊/ゾディアック/ミルポ/アクエン/咲芸/志野塚/薄桜/合体（ペア・チームカード）」を主に収録。
2017年10月26日2冊同時発売。電子書籍としてもAmazon.comのAmazon Kindle、ブックウォーカーのBOOK☆WALKERよりそれぞれ配信されていた。VOL.1にはKAGURAウェディング総選挙SPECIAL2017のランキング発表と花嫁インタビュー、VOL.2にはメンテナンス中画面の落書き集を掲載。発売元はKADOKAWA / アスキー・メディアワークス
TVアニメ 閃乱カグラ キャラクターファンブック
2013年7月23日発売。真影＆紅蓮（初期コンシューマー作品）を基にしたTVアニメ版のファンブックで、物語や設定画と共に登場キャラの紹介、名場面、キャスト&スタッフインタビュー等を収録し、描き下ろしも掲載。発売元は一迅社。

#### ムック
閃乱カグラ NEWWAVE P-ARTWORKS! (SAN-EI MOOK)
vol.1 斑鳩&日影 / vol.2 詠&叢 / vol.3 雪泉&菖蒲
2013年12月21日3冊同時発売。ミニポスター、2014年度版カレンダー、キャラ簡易紹介、NewWaveの始め方と遊び方も掲載したムック本。発売元は三栄書房。

### ドラマCD
TVアニメ 閃乱カグラ ドラマCD 決戦!?忍居爛堂（シノビィーランド）
2013年5月15日発売。メインキャラクター総出演のオリジナルストーリーによるTVアニメ版サウンドドラマCD。発売元はランティス。
閃乱カグラ NewWave Gバースト ドラマCD＆リアルカードセット 不思議な巻物と3人の忍姫
2018年4月28日発売。未来が脚本を製作した物語を雪泉、麗王、伊吹、芭蕉たちが主演を演じる書き下ろしエピソードを収録したドラマCD、ゲーム内イラストを現実のカードにして裏面に各キャラのプロフィールも収録した81枚のカードセット。発売元はホビーストック。

## 関連作品
シノビマスター 閃乱カグラ NEW LINK（섬란카구라 시노비마스터）
基本プレイ無料（アイテム課金制）スマートフォン用ゲームアプリ。2017年11月29日に配信。ジャンルは爆乳ハイパーチームバトル。Android版とiOS版で配信。配信元はマーベラス。
中国でも2019年初頭に中国本土で配信予定。配信提供元はFOCUS GAMES。
韓国でも韓国国内で配信予定。配信提供元はLinekong Korea。
閃乱カグラ NewWave Gバースト DIGITAL ART WORKS パパイヤ＆マンゴー
パパイヤ:「半蔵/月閃/ミルポ/咲芸/志野塚/舞扇/薄桜/遠野/千年祭執行部/無所属」の善忍等が中心。
マンゴー:「紅蓮隊/蛇女/アクエン/ゾディアック/ペアカード（善忍・悪忍のキャラいずれも含む）」の悪忍等が中心。
2016年8月31日より2本同時配信された、モバイルゲームに登場するイラストを集めたモバイルアプリ。Android版に向けたデジタルイラスト集で、各バージョン146枚数が収録されている。自由に拡大して見ることも出来、端末に保存して壁紙に使用する事も出来る。配信元はマーベラス（現在は既に配信終了）。
声でめざまし！カグラアラーム「雪泉/焔/斑鳩」
Android版:3キャラいずれもボイス103種類 イラスト30枚
iOS版:「雪泉」ボイス96種類 イラスト9枚 /「焔」ボイス95種類 イラスト18枚 /「斑鳩」ボイス92種類 イラスト18枚
2016年3月17日にAndroid版、翌月の4月12日にiOS版が3本同時配信。ボイス付きアラームアプリで、iOS版とAndroid版で各キャラの収録ボイス数とイラスト数などが異なる。配信元はマーベラス。
国盗り Returns with 閃乱カグラ NewWave（Drawgirls with Sumran Kagura NewWave）
韓国のゲームメーカー「NHN Entertainment」が『閃乱カグラ』をモチーフに、線引き陣取りゲームを韓国でリリース。15禁と18禁の2段階でイラストが鑑賞できる仕様であった。基本プレイ無料のアイテム課金制で、Android版とiOS版でそれぞれ配信していた（現在はすでに配信終了済み）。
閃乱カグラ 爆乳疾走（섬란카구라 폭유질주）
韓国のゲームメーカーが『閃乱カグラ』を、モバイル放置型ロールプレイングゲームとして配信準備。韓国で2018年4月にリリース。基本プレイ無料のアイテム課金制。Android版とiOS版でそれぞれ配信。

## その他
2016年11月29日にLINEスタンプ 閃乱カグラが配信。「半蔵・月閃」「紅蓮・蛇女」の2種類で各40種類。2017年10月26日にLINEアプリ用着せかえ 閃乱カグラが配信。配信元はマーベラス。
他にはホビーストックよりポストカードセット、アクリルフレーム、タペストリー、マウスパッド、フラットタイプクッション、抱き枕カバーなどのグッズが販売されている。